# بنیاد ایران‌شناسی
بنیاد ایران‌شناسی (نام انگلیسی: Iranology Foundation) مؤسسه‌ای علمی و پژوهشی است که در سال ۱۳۷۶ توسط محمد خاتمی رئیس‌جمهور وقت، زیر نظر نهاد ریاست جمهوری ایران تأسیس شد. مرکز اصلی بنیاد در شهرک والفجر تهران واقع شده است؛ و در هفده استان ایران (آذربایجان شرقی، آذربایجان غربی، اردبیل، ایلام، بوشهر، چهارمحال و بختیاری، سیستان و بلوچستان، قزوین، کهگیلویه و بویراحمد، لرستان، مرکزی، یزد و کرمان، کرمانشاه، سمنان، همدان، کردستان،زنجان) نیز شعبه دارد. به تازگی اولین نمایندگی بنیاد ایران‌شناسی در غیر از مرکز استان، به نام دفتر منطقه‌ای زاگرس به مرکزیت شهرستان نهاوند افتتاح شده است.

## اهداف
طبق اساسنامه، اهداف بنیاد ایران‌شناسی عبارتند از:
- ایجاد محیط مناسب برای مطالعه و بهره‌گیری فرهیختگان، دانش پژوهان و دانشجویان علاقه‌مند به مباحث ایران‌شناسی.
- سازمان‌دهی و هماهنگ‌کردن پژوهش‌های علمی در زمینه ایران‌شناسی به منظور بهره‌گیری از آن‌ها در بنیاد.
- بالا بردن سطح آگاهی گروه‌های اجتماعی و فرهنگی مردم ایران از پیشینه تاریخی، تمدن و فرهنگ ایران؛ و تقویت حس میهن‌دوستی و آرمان‌خواهی آنان؛ و تحکیم ارکان هویت ملی و مقاومت در برابر جلوه‌های گوناگون پنهان و آشکار هجوم فرهنگی بیگانه.

یکی از اهداف اصلی بنیاد ایران‌شناسی بررسی دقیق شرح حال و آثار دانشمندان، هنرمندان و فرهیختگان ایران است. بر این اساس بنیاد اقدام به گردآوری و ایجاد بانک اطلاعات فرهیختگان، مشاهیر علمی و مذهبی، ادبا، علما، هنرمندان، اهل حرفه و صنایع، رجال و بزرگان ایران کرده است.

## ساختار سازمانی
اداره این بنیاد به عهده هیئت امنا آن است. از بین اعضای هیئت امنا یک تن توسط رئیس‌جمهور به عنوان رئیس بنیاد به مدت چهار سال انتخاب می‌شود. حسن حبیبی (از نوادگان ملا محمد علی مجتهد کاشانی) مؤسس این بنیاد بود و تا پایان عمرش (۱۲ بهمن ۱۳۹۱) ریاست آن را به عهده داشت.
در تیر ماه ۱۳۹۲ سید محمد خامنه‌ای با حکم احمدی‌نژاد رئیس‌جمهور وقت به این سمت منصوب شد.
سید محمد خامنه‌ای نیز در ۵ شهریور ۱۳۹۲، فتح‌الله مجتبائی، رضا داوری، غلامرضا اعوانی، محمدحسن نامی، حکمت‌الله ملاصالحی و محمدرضا مخبر دزفولی را به عنوان اعضاء هیئت امنای بنیاد ایران‌شناسی منصوب کرد.
از زمان تأسیس بنیاد ایران‌شناسی تاکنون، شش نفر پست معاونت اطلاع‌رسانی و همکاری‌های علمی و بین‌المللی این بنیاد را در اختیار داشته‌اند، که به ترتیب عبارتند از: دکتر محسن تهرانی‌زاده، مرحوم دکتر قدرت‌الله علیزاده، دکتر حامد فروزان، دکتر سیدعبدالمجید میردامادی، دکتر شیدا مهنام و دکتر ایمان نظام‌زاده.